# Stazione di servizio Teapot Dome
La Stazione di servizio Teapot Dome (Teapot Dome Service Station) è un'ex stazione di servizio statunitense a forma di teiera situata a Zillah, nello stato di Washington; è elencata nel National Register of Historic Places.

## Storia
L'impianto fu costruito nel 1922 su quella che poi divenne la US Route 12. Quando l'Interstate 82 fu costruita vicino a Zillah nel 1978, l'impianto fu trasferito a meno di un miglio lungo la Yakima Valley Highway. 
Dopo la chiusura nel 2006, è stata acquistata dalla città l'anno successivo, e trasferita al 117 First Avenue nel 2012. Ora funge da attrazione turistica e negozio di souvenir.

## Descrizione
Situata al 117 di First Avenue, la stazione è un esempio di architettura novelty. 
L'edificio ha una struttura circolare con copertura conica, "maniglia" in lamiera e "beccuccio" in cemento. La stazione di servizio ha continuato a funzionare per diversi anni.
L'edificio faceva riferimento allo scandalo petrolifero Teapot Dome che coinvolse la presidenza di Warren G. Harding e causò l'arresto del segretario agli interni Albert Fall per il suo coinvolgimento in alcune tangenti relative a riserve petrolifere situate nel Wyoming e in California, tra cui quelle nella località di Teapot Dome (teapot, in inglese, significa teiera).